# Dwight Filley Davis
Dwight Filley Davis (Saint Louis, 5 luglio 1879 – Washington, 28 novembre 1945) è stato un tennista e politico statunitense.
È ricordato come il fondatore della Coppa Davis di tennis. Fu vicecampione del torneo di singolo maschile all'US Open nel 1898 e nel 1899, tre volte vincitore del doppio maschile (1899, 1900 e 1901).
Al termine della carriera sportiva intraprese quella politica, assumendo posizioni di rilievo come quella di segretario del Dipartimento della Guerra degli Stati Uniti sotto il Presidente Calvin Coolidge.

## Biografia
Dwight Filley Davis nacque a St. Louis, nel Missouri, il 5 luglio 1879. Suo nonno, Oliver Dwight Filley, fu sindaco di St. Louis dal 1858 al 1861. Un cugino, Chauncey Ives Filley, fu sindaco di St. Louis dal 1863 al 1864.
Raggiunse la finale per il titolo di singolare maschile ai campionati statunitensi di tennis del 1898 e del 1899. In seguito, in coppia con Holcombe Ward, vinse il titolo di doppio maschile ai campionati per tre anni consecutivi, dal 1899 al 1901. Davis e Ward furono anche secondi classificati nel doppio maschile a Wimbledon nel 1901. Davis vinse anche il campionato americano intercollegiale di singolare del 1899 quando era studente all'Università di Harvard.
Nel 1900 Davis ideò la struttura di una nuova competizione tennistica internazionale (per la quale donò anche una coppa d'argento da assegnare al vincitore), progettata da lui e da altri tre, nota come International Lawn Tennis Challenge, che fu poi ribattezzata Coppa Davis in suo onore. Fece parte della squadra statunitense che vinse le prime due competizioni nel 1900 e nel 1902 e fu anche il capitano della squadra del 1900.
Partecipò alle Olimpiadi estive del 1904. Fu eliminato al secondo turno del torneo di singolare. Nel torneo di doppio, insieme al suo compagno Ralph McKittrick, perse ai quarti di finale.
È stato inserito nella National Tennis Hall of Fame (ora nota come International Tennis Hall of Fame) nel 1956 in riconoscimento dei suoi contributi a questo sport sia come giocatore che come amministratore. 

## Carriera politica
Davis studiò giurisprudenza all'Università di Washington, anche se non esercitò mai la professione di avvocato. Fu tuttavia attivo politicamente nella sua città natale, St. Louis, e ricoprì il ruolo di commissario per i parchi pubblici della città dal 1911 al 1915. Durante il suo mandato, ampliò le strutture sportive e creò i primi campi da tennis municipali degli Stati Uniti. Fu al servizio del Presidente Calvin Coolidge come Assistente del Segretario alla Guerra (1923-25) e come Segretario alla Guerra (1925-29). In seguito fu governatore generale delle Filippine (1929-32) sotto Herbert Hoover. 

## Vita privata
La prima moglie, Helen Brooks, sposata nel 1905, morì nel 1932. Sposò Pauline Sabin nel 1936. Svernò in Florida dal 1933 fino alla morte, vivendo a Meridian Plantation, vicino a Tallahassee.